# Comando de Operaciones COVID-19

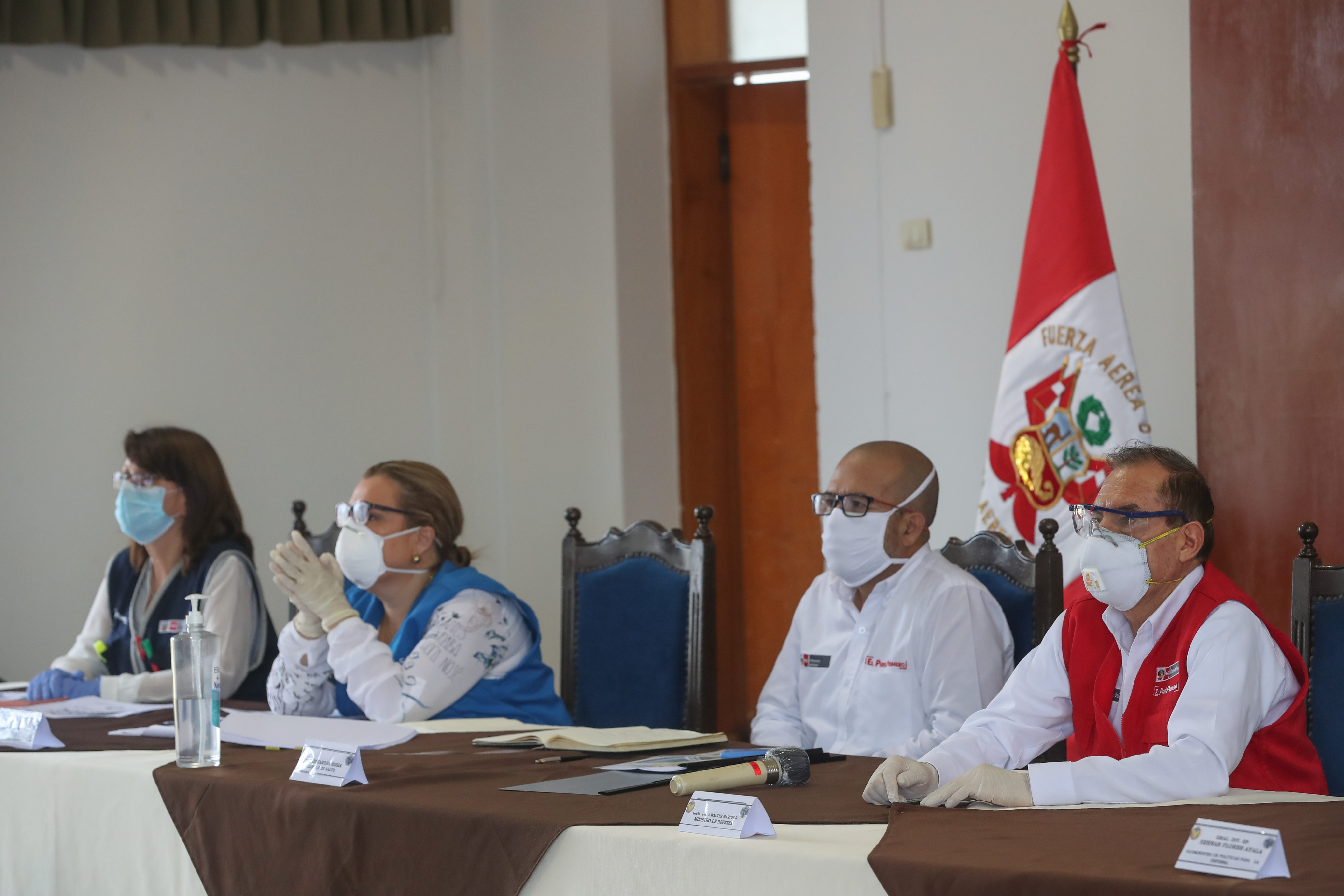
Principales integrantes del Comando de Operaciones COVID-19 durante el gobierno de Martín Vizcarra: de izquierda a derecha: Pilar Mazzetti Soler (exlíder del comando y exministra de Salud), Fiorella Molinelli (presidente de Essalud), Víctor Zamora (exministro de Salud) y Walter Martos (exministro de Defensa y expresidente del Consejo de Ministros).

El Comando de Operaciones COVID-19 es el encargado de coordinar las políticas sanitarias para enfrentar la pandemia de COVID-19 en Perú. Fue creado el 1 de abril de 2020 por el Ministerio de Salud, y cuenta con ramas autónomas en cada departamento donde la presencia del COVID-19 sea relevante.

## Desarrollo
La Resolución Ministerial N.º 155-2020-Minsa del gobierno de Martín Vizcarra creó el 1 de abril el Comando de Operaciones COVID-19 «con el objeto de implementar, ejecutar, controlar y evaluar el proceso de atención a nivel nacional de los casos de COVID-19». En un principio la conformación del comando estuvo limitada a:
- Un representante designado por el ministro de Salud, quien lo preside.
- Un representante de la Dirección General de Operaciones en Salud del Ministerio de Salud.
- Un representante de EsSalud.
- Un representante de la Sanidad de las Fuerzas Armadas del Perú.
- Un representante de la Sanidad de la Policía Nacional del Perú.
- Un representante de la Asociación de Clínicas Particulares del Perú.

Posteriormente, con la Resolución Ministerial N° 196-2020-MINSA del 14 de abril, el gobierno amplía el comando de operaciones.

## Actividad
En la Segunda Disposición Complementaria Modificatoria del Decreto de Urgencia N° 035-2020, se incorpora el numeral 2.4 en el artículo 2 del Decreto de Urgencia N.º 025-2020, que establece que el Comando de Operaciones COVID-19 es la autoridad máxima en todos los niveles de gobierno (regional, provincial, municipal y local) respecto a temas sanitarios y las autoridades deben acatar todo lo determinado por el comando.

### Por regiones
El entonces ministro de Salud Víctor Zamora informó que los primeros Comandos de Operaciones se instalaron en abril de 2020 en los departamentos de Piura, Tumbes y Loreto. En este último departamento se logró crear el primer comando COVID-19 indígena amazónico. Las regiones de Loreto, Lambayeque y Arequipa colapsaron en un principio ante la pandemia, por el rechazo de sus gobernadores a la instalación de los comandos en sus regiones.